# 8449 Maslovets
8449 Maslovets eller 1977 EO1 är en asteroid i huvudbältet som upptäcktes den 13 mars 1977 av den rysk-sovjetiske astronomen Nikolaj Tjernych vid Krims astrofysiska observatorium på Krim. Den har fått sitt namn efter Bogdan P. Maslovets.
Asteroiden har en diameter på ungefär 13 kilometer.